# Куликово (Донецкая область)
Куликово (укр. Куликове) — село на Украине, находится в Новоазовском районе Донецкой области. Находится под контролем самопровозглашённой Донецкой Народной Республики.

## География

#### Соседние населённые пункты по странам света
С: —
СЗ: —
СВ: Украинское
З: Октябрь
В: Красноармейское, Казацкое
ЮЗ: Заиченко
ЮВ: Веденское
Ю: Весёлое

## Общие сведения
Код КОАТУУ — 1423683303. Почтовый индекс — 87612. Телефонный код — 6296.

## Население
- 1924 — 199 чел.
- 2001 — 74 чел. (перепись)

В 2001 году родным языком назвали:
- украинский язык — 58 чел. (78,38 %)
- русский язык — 16 чел. (21,62 %)

## Адрес местного совета
87612, Донецкая область, Новоазовский район, с. Красноармейское, ул. Комсомольская, 17